# Hanna Rudahl
Hanna Rudahl, född Johanna Matilda Andersson 26 april 1869 i Motala, död 15 september 1950 i Klara församling i Stockholm, var en svensk skådespelare. 
Rudahl är begravd på Norra begravningsplatsen utanför Stockholm.

## Filmografi
- 1922 – Anderssonskans Kalle
- 1923 – Anderssonskans Kalle på nya upptåg